# Тор (место в юрте)
Тор (каз. төр, кирг. төр)— в кочевой культуре Центральной Азии почётное, самое дальнее место расположенное напротив входа, за очагом в юрте . Используется для почётных гостей или старейшин семьи, символизирует славу и богатство. Еще используется в обозначении и в названиях местности.
Тор является «наивысшей культурной ценностью» в юрте, в этом месте у стены юрты размещаются произведения декоративно-прикладного искусства и другие ценные предметы быта (зеркала, швейные машинки). Здесь же на сундуке или подставке-жукаяке располагается стопа из постельных принадлежностей («жүк»).
Располагался он  под тундуком и был центром всей жизни в юрте. В центре жилища, расстилали перед гостями достархан -скатерть с угощением, разводили огонь и готовили пищу, велись неспешные беседы и заключались сделки.
Нужно отметить, что это это тюркское слово, с различными вариациями существующее и у других тюркоязычных народов. Как считают исследователи, оно происходит от древнетюркского глагола, торумек/тору обозначающего «закон», «положение». Например в тувинском языке слово торе обозначает «общество», «государство». И хотя в бытовом использовании для тувинца термин дор обозначает «почетное (высокое) место [в юрте]», а торе — «государство», не приходится сомненеваться,  что это однокорневые слова. В смысле «высокое место» данная часть юрты предполагает и «государственное» место- место, которое может занимать только глава семьи (или могут находиться дети) и, по желанию хозяев, — гости.